# CREB3
CREB3 (англ. CAMP responsive element binding protein 3) – білок, який кодується однойменним геном, розташованим у людей на короткому плечі 9-ї хромосоми. Довжина поліпептидного ланцюга білка становить 395 амінокислот, а молекулярна маса — 43 917.
| 10         |  | 20         |  | 30         |  | 40         |  | 50         |
| ---------- |  | ---------- |  | ---------- |  | ---------- |  | ---------- |
| MELELDAGDQ |  | DLLAFLLEES |  | GDLGTAPDEA |  | VRAPLDWALP |  | LSEVPSDWEV |
| DDLLCSLLSP |  | PASLNILSSS |  | NPCLVHHDHT |  | YSLPRETVSM |  | DLGECEISLT |
| GRTGFMGLAI |  | HTFPFAESES |  | CRKEGTQMTP |  | QHMEELAEQE |  | IARLVLTDEE |
| KSLLEKEGLI |  | LPETLPLTKT |  | EEQILKRVRR |  | KIRNKRSAQE |  | SRRKKKVYVG |
| GLESRVLKYT |  | AQNMELQNKV |  | QLLEEQNLSL |  | LDQLRKLQAM |  | VIEISNKTSS |
| SSTCILVLLV |  | SFCLLLVPAM |  | YSSDTRGSLP |  | AEHGVLSRQL |  | RALPSEDPYQ |
| LELPALQSEV |  | PKDSTHQWLD |  | GSDCVLQAPG |  | NTSCLLHYMP |  | QAPSAEPPLE |
| WPFPDLFSEP |  | LCRGPILPLQ |  | ANLTRKGGWL |  | PTGSPSVILQ |  | DRYSG      |

A: Аланін

C: Цистеїн

D: Аспарагінова кислота

E: Глутамінова кислота

F: Фенілаланін

G: Гліцин

H: Гістидин

I: Ізолейцин

K: Лізин

L: Лейцин

M: Метіонін

N: Аспарагін

P: Пролін

Q: Глутамін

R: Аргінін

S: Серин

T: Треонін

V: Валін

W: Триптофан

Кодований геном білок за функціями належить до репресорів, активаторів. 
Задіяний у таких біологічних процесах, як взаємодія хазяїн-вірус, транскрипція, регуляція транскрипції, відповідь на порушення конформації білку, хемотаксис, альтернативний сплайсинг. 
Білок має сайт для зв'язування з ДНК. 
Локалізований у цитоплазмі, ядрі, мембрані, ендоплазматичному ретикулумі.